# L
Az L a magyar ábécé tizenkilencedik, a latin ábécé tizenkettedik betűje. Számítógépes használatban az ASCII kódjai: nagybetű – 76, kisbetű – 108.

## Jelentései

### Filmművészet
- A Death Note című anime, manga és film egyik főszereplője L

### Fizika
- l: a liter jele
- L: az önindukciós együttható jele
- L: a perdület, más néven impulzusmomentum vektor jele

### Matematika
- l: hosszúság jele

### Egyéb
- L: Luxemburg nemzetközi autójelzése